# Pielgrzym (film dokumentalny)
Pielgrzym – film dokumentalny z 1979 roku w reżyserii Andrzeja Trzosa-Rastawieckiego.
Film jest zapisem pierwszej pielgrzymki Jana Pawła II do Polski. Pielgrzym jest pierwszym niezależnym filmem w czasach PRL zrealizowanym na zlecenie Kościoła katolickiego.